# Acatzacata
Acatzacata är en ort i Mexiko.   Den ligger i kommunen Zautla och delstaten Puebla, i den sydöstra delen av landet, 150 km öster om huvudstaden Mexico City. Acatzacata ligger 1 935 meter över havet och antalet invånare är 212.
Terrängen runt Acatzacata är huvudsakligen kuperad, men åt nordväst är den bergig. Acatzacata ligger nere i en dal. Runt Acatzacata är det ganska tätbefolkat, med 65 invånare per kvadratkilometer. Närmaste större samhälle är Zaragoza, 14,0 km öster om Acatzacata. I omgivningarna runt Acatzacata växer huvudsakligen savannskog.